# Þróttur Reykjavík
Knattspyrnufélagið Þróttur, cunoscut și ca Þróttur Reykjavík este un club de fotbal din Reykjavík, Islanda care evoluează în 1. deild karla. Echipa susține meciurile de acasă pe Valbjarnarvöllur cu o capaciatate de 2.500 de locuri.